# 米西里科羅
米西里科羅（法語：Missirikoro），是馬里的城鎮，位於該國南部，由錫卡索區的錫卡索省負責管轄，處於錫卡索西南面12公里，面積132平方公里，海拔高度434米，2009年人口2,007，人口密度每平方公里15.2人。